# Вульпешты
Вульпешты (рум. Vulpeşti, Вулпешть) — село в Унгенском районе Молдавии. Наряду с сёлами Манойлешты, Новая Николаевка и Резина входит в состав коммуны Манойлешты.

## История
16 февраля 1976 года село Вульпешты было присоединено к селу Манойлешты. В 1990 году село Вульпешты восстановлено.

## География
Село расположено на высоте 93 метров над уровнем моря.

## Население
По данным переписи населения 2004 года, в селе Вулпешть проживает 1466 человек (712 мужчины, 754 женщины).
Этнический состав села:
| Национальность | Число жителей | Процентный состав |
| -------------- | ------------- | ----------------- |
| молдаване      | 1456          | 99.32             |
| украинцы       | 5             | 0.34              |
| русские        | 4             | 0.27              |
| гагаузы        | 1             | 0.07              |
| Всего          | 1466          | 100%              |